# H (album)
H è l'ultimo album di Enrico Nascimbeni.
In H sono presenti le cover Una sigaretta, tratta dal repertorio di Fred Buscaglione con atmosfere blues, e Sei minuti all'alba, composta da Dario Fo ed Enzo Jannacci e Nel blues dipinto di blues, originale versione dell'immortale brano Nel blu dipinto di blu di Domenico Modugno. L'album vede la partecipazione del chitarrista blues Lorenz Zadro.

## Tracce
1. Occhi
2. Nel Blues dipinto di Blues
3. Angel's Avenue
4. L'uomo che guarda passare i treni
5. Per Sempre.
6. Torniamo a Casa
7. Una Sigaretta
8. Miss Ricordo
9. Carla
10. Sei Minuti all'Alba
11. Se tu fossi una Virgola